# 류찬우
류찬우(柳纘佑, 1923년 5월 19일~1999년 11월 24일)는 대한민국의 기업인이다. 본관은 풍산(豊山)이며, 1968년 비철금속제조기업 주식회사 풍산을 설립하고 풍산그룹 회장을 역임했다.